# アブロ・カナダ チヌーク
アブロ・カナダ TR.4 チヌークはカナダ初のターボジェットエンジンでターボ・リサーチで設計され、A.V. Roe カナダ Ltd.で生産され、名称はロッキー山脈で吹く温暖風のチヌークに由来し、3基のみが製造され、どれも実用されなかった。チヌークは新しい概念や素材を盛り込んだ設計で技術的には成功して後に推力が2,600 lbf (12 kN) から 6,500 lbf (29 kN)に増強され、初期のジェット時代では最も先進的な設計の一つであるオレンダに発展した。

## 開発
1942年末、カナダ国立研究所(NRC)はカナダが参加できるかも知れない多様な先進的な研究計画の報告の為にDr. J.J. Greene と Malcolm Kuhringをイングランドに派遣した。多くのテーマの一つにパワージェッツのフランク・ホイットルのジェットエンジンの開発に関するものだった。軍需省(DMS)はこれに多大な関心を示し、新たな開発分野での"領域の獲得"と航空機のエンジン供給の外国への依存を減らす事を期待した。
1943年初頭、新たな任務がNRCのDr. Ken Tupper と Paul DilworthとDMSのC.A. Banksに与えられ、イングランドを離れ、カナダでジェットエンジンの調査と報告でカナダがジェットエンジンに参入する事を目指した。今日、バンクス報告書として知られる報告の結果、2系統の研究が提案された。一方は着氷条件下でのジェットエンジンの運用は不明確だったので調査が必要だった。報告書ではこの問題の専門の研究所を設立する事を提案した。報告書は民間資本のジェットエンジン会社の設立を提案した。
彼らがカナダに帰還後、Dilworthは寒冷気候試験所をウィニペグで作業を始めた。彼らはパワージェッツ・W.1の原型機と後に鹵獲されたユンカース ユモ 004を与えられた。予期せぬ事だったが彼らは水の吸入で約20%出力が減る事を研究実証し、同時に燃料を2倍消費した事には驚愕した。さらにこの問題に対する作業を続けて将来のカナダのジェットの設計に使用されるであろう複数の設計要素が導かれた。
CWTSが立ち上げ中、政府も同様にバンクの第2報告の作業を進め、1944年7月1日公式にターボ・リサーチをトロントのLeasideに設立した。DilworthはCWTSから戻り、TR-1、TR-2、TR-3として知られるホイットル型の遠心式圧縮機を原型とする一連の設計調査を進めた。しかしながら、これらの設計は鹵獲されたユモ004のような新しい軸流式圧縮機を基本とするTR.4の方が優れていたので中止された。次の年、パワージェッツ社から来たWinnett Boyd、Joe Purvis、Burt Avery と Harry Keastを含むメンバーがチームに加わった。詳細設計は1947年初頭に完了して1948年3月17日に運転を開始した。
当時、チヌークは設計中でアブロは少量生産の能力しかなく、エンジン製造の経験もなかった。彼らは部品の供給のために1200社以上の異なる会社に歯車や玉軸受けから圧縮機やタービンブレードまであらゆる部品を発注した。製造のための多くの技術はそれまでカナダでは必要なくこの計画のために小規模な産業革命が起きた。チヌーク計画の一環としてカナダの産業界に多くの助言が行われ、ライト・アレイでは彼らにとって初めてとなるアルミニウムの鋳造に投資し、Shawinigan化学社は同様にステンレス鋼に投資した。
チームはすでにチヌークの後継であるオレンダの設計に移ったが、エンジンの製造と運転の作業は経験を増やす為に継続された。1948年、フランク・ホイットルは個人的にエンジンを見た。6基分の部品のみが生産され3基が完成して圧縮機は1基が完成した。1949年10月以降、エンジンは1000時間以上運転され、推力は3,000 lbf (1,360 kg)に達した。

## 設計
双発のメッサーシュミット Me262に似た機体に搭載する事を想定して設計され、TR-4 の設計は多くの点でユモ004の影響を受けていた。大きな違いはユモが1基のアニュラ型燃焼器を備えていたのに対して6個の分離されたカン型燃焼器を備えた点である。ユモとチヌークを比較するとより小型で軽量で直径は同じくらいで全長は20インチ短縮され、重量は300 lb (140 kg)以上軽量だった。それにもかかわらず、より高温で運転可能な耐熱性のタービンの素材の採用が貢献して推力は約2倍だった。
チヌークの圧縮機は9段で構成された。最初の2段は吸入物に対する耐性を持たせる為にステンレス鋼製で続く7段はアルミ合金製だった。これらは同様にアルミ製の輪心に固定された。9段目のディスクのみ鋼製だった。圧縮機から6基の直線状の燃焼器を通り、単段のタービンに続く。最終的な排気温度は650℃である。圧縮機の中央部から燃焼器に沿って伸びる6本の管でタービンを冷却する為の空気が供給されタービンの前方から噴出する。補機部はエンジン前部の主軸受けから伝達軸を介して駆動される。前部の主軸受けはノーズコーンの中にある。潤滑油タンクは前から見て時計の4時の方向あたりにへばりつくように設置される。

## 仕様
一般的特性
- 形式: ターボジェット
- 全長: 10 ft 10.5 in (3.3 m)
- 直径: 2 ft 8 in (81 cm)
- 乾燥重量: 1,250 lb (570 kg)

構成要素
- 圧縮機: 9段軸流式
- タービン: 単段

性能
- 推力: 3,000 lbf (1,360 kg)
- 出力重量比: